# Carlos Torres Garcés
Carlos Torres Garcés   (Esmeraldas, 15 d'agost de 1951) és un exfutbolista equatorià de la dècada de 1970.
Fou 17 cops internacional amb la selecció de l'Equador. Pel que fa a clubs, defensà els colors de El Nacional, Toluca, Emelec i Barcelona. Va marcar més de 100 gols al futbol equatorià.
Trajectòria com a entrenador:
- 1987-1992: Emelec (futbol base)
- 1993-1994: Equador
- 1994: Emelec
- 1997: Emelec
- 1999: Equador U-20
- 2006-2007: Emelec
- 2008: Club Deportivo Azogues